# Tarr Judit
Tarr Judit (Kaposvár, 1983. február 9. –) magyar színésznő. 

## Életpályája
1983-ban született. A kaposvári Táncsics Mihály Gimnáziumban érettségizett. Az Újszínház stúdiójában tanult. 2006–2010 között a Színház- és Filmművészeti Egyetem hallgatója volt. 2010-től szabadúszó. Szinkronizálással is foglalkozik.

## Színházi szerepeiből
- Bertolt Brecht: Baal... Emilie
- Anton Pavlovics Csehov: A cseresznyéskert... Ranyevszkaja
- Eugène Labiche: Gyilkosság a Maxime utcában... Norine
- Henry Fielding – David Rogers: Tom Jones... Molly (Domino II.)
- Woody Allen: Játszd újra, Sam!... Diszkós lány
- Pedro Almodóvar – Samuel Adamson – Alberto Iglesias: Mindent anyámról... Apáca (Isabel, Eunice)
- Békeffi István – Eisemann Mihály: Egy csók és más semmi... Zöldhelyiné
- Garaczi László: Csodálatos vadállatok... Manyika (Ági)
- Erdős Virág: Kalocsa... Vivi
- Kelemen Kristóf: Sok alvó közt semmi dolgom nékem... szereplő
- Kelemen Kristóf: Miközben ezt a címet olvassák, mi magukról beszélünk... szereplő
- Fekete Ádám – Laboda Kornél – Mózsik Imre: Lúd Zsolt és kutyája, Mattyi... Macska
- Fekete Ádám: Csoportkép oroszlán nélkül...
- Szirmai Melinda: Szomjas férfiak sört isznak helyettem... szereplő
- Dobra Mara – Máthé Zsolt – Sárközi-Nagy Ilona – Szirmai Melinda – Tarr Judit: Válogatáskazi – avagy – szomjas fiúk tolják a kakaót... szereplő
- O. Horváth Sári: Lenni vagy nem... szereplő
- Presser Gábor – Varró Dániel – Teslár Ákos: Túl a Maszat-hegyen... Pacafogdmeg (Hoppmester)

## Filmes és televíziós szerepei
- Valami madarak (2023)
- A Király (2023)
- Mintaapák (2019)
- Rossz versek (2018)
- Napszállta (2018)
- Nekem Budapest (2014)
- VAN valami furcsa és megmagyarázhatatlan (2014)

## Filmes szinkronszerepei
- Kertitörpe-kommandó - Jess

## Sorozat szinkronszerepei
- Penny a M.A.R.S.-ból - Bakía
- A bosszú csillaga  - Suzy - Rachael Crawford
- A kiválasztottak  - Cara Coburn - Peyton List
- A szultána - Halime szultána - Aslihan Gürbüz
- Amerikai Horror Story - Grace Bertrand - Lizzie Brocheré
- Banshee - Meg Yawners - Stephanie Northrup
- Crossing Lines (Határtalanul) - Eva Vittoria - Gabriella Pession
- Csajok (2012) - Jessa Johansson - Jemima Kirke
- Fülledt utcák - Lori - Emily Meade
- Golyó a tábornoknak - Adelita - Martine Beswick
- Hatalmas kis hazugságok - Jane Chapman  - Shailene Woodley
- Hogyan éljük túl a leánybúcsút? - Gisela - María Hervás
- Manchester sötét oldalán - DS Joy Freers - Alexandra Roach
- Préda - Joni - Jodi Balfour
- Titkok és hazugságok (2015) - Christy Crawford - KaDee Strickland
- Wolfblood - Kay (Wolfblood) - Shorelle Hepkin
- Narancs az új fekete - Piper Chapman

## Rajzfilmes szinkronszerepei
- Babi kávézója - Mrs. Learnerbrook